# Ionizacija
Ionizacija je postopek, v katerem atom ali molekula pridobi pozitivni ali negativni električni naboj zaradi prejemanja ali oddajanja elektronov. Pogosto se s tem spremenijo tudi druge kemijske lastnosti. Tako nastali atom ali molekulo imenujemo ion. Do izgube elektrona lahko pride zaradi trkov z manjšimi delci, drugimi atomi, molekulami ali ioni, ali pa zaradi delovanje elektromagnetnega valovanja.

## Uporaba
Primer vsakodnevne uporabe ionizacije bi bile neonske luči, pri katerih pride do ionizacije plina, ali pa Geigerjev števec za merjenje stopnje radioaktivnosti. Ionizacijo se uporablja v industriji in v različnih merilnikih oz. napravah, ki se jih uporablja v naravoslovnih laboratorijih.